# Spedizione britannica nella Terra di Graham
Con il nome Spedizione britannica nella Terra di Graham (in inglese: "British Graham Land expedition", BGLE) si indica una spedizione geofisica ed esplorativa nella Terra di Graham, in Antartide, svoltasi tra il 1934 e il 1937. 
La spedizione era comandata dall'esploratore John Rymill che, dopo alcune esperienze esplorative in Groenlandia, si decise ad organizzare una spedizione antartica nel sud della Terra di Graham e nel Mare di Weddell, a sud di Capo Horn. Dopo alcune prime difficoltà legate al recupero di fondi e di sponsor, nel 1934 Rymill acquistò una vecchia nave scuola a tre alberi che ribattezzò Penola (dal nome della sua città natale, in Australia) e arruolò un equipaggio formato da otto volontari dell'Università di Cambridge e da sette marinai forniti dalla Royal Navy, quindi partì facendo rotta per l'Atlantico meridionale. 
Oltre alla già menzionata Penola, su cui viaggiava la maggior parte dell'equipaggio, poi, altre provviste supplementari, così come i cani e l'aereo, un biplano de Havilland DH.83 Fox Moth, furono trasportate separatamente sulla Discovery II.

## Tappe e basi
La prima tappa della spedizione fu nella Georgia del Sud, un arcipelago facente parte del territorio britannico d'oltremare chiamato Georgia del Sud e Isole Sandwich Australi, mentre la prima base permanente fu la cosiddetta “Base Settentrionale”, costruita circa 50 km a sud di Port Lockroy, nell'arcipelago Palmer, dove la spedizione si fermò per circa un anno. L'anno successivo, infatti, la spedizione si spostò più a sud, costruendo una nuova base, la “Base Meridionale”, sull'isola Barry, nelle isole Debenham, davanti alla costa di Fallières, da dove partì la maggior parte dei viaggi esplorativi.
Dei vari viaggi in slitta effettuati, il più lungo durò circa 10 settimane e permise l'esplorazione di circa 550 km di costa a sud della Base Meridionale. Durante questo viaggio gli esploratori discesero per oltre 360 km lungo il canale ghiacciato (poi ribattezzato canale di Giorgio VI) che separa la Penisola Antartica dall'isola di Alessandro I arrivando a mettere piede su quest'ultima per la prima volta nella storia.
Le ricognizioni aeree erano condotte per un massimo di tre ore e mezzo o 450 km e, sebbene a causa del frequente maltempo l'aeroplano fosse spesso inutilizzabile, esso si rivelò un preziosissimo mezzo sia per le ricognizione che per gli spostamenti.

## Risultati e conclusioni
Questa fu una delle ultime spedizioni antartiche sponsorizzata da privati (in onore dei quali furono battezzate diverse formazioni, come i ghiacciai Lever, Luke e Weir) e con solo una parte dei costi coperta dal governo britannico e, nonostante il budget piuttosto ristretto (all'incirca 20 000 sterline, corrispondenti oggi a circa 400 000 sterline), riuscì a portare a termine i propri obbiettivi.

Durante i due anni trascorsi nelle acque antartiche, infatti, la spedizione rivelò che la Terra di Graham era in effetti una penisola (fino ad allora si era ritenuto che la Terra di Graham fosse la più grande di un gruppo di isole situate a nord-ovest dell'Antartide), scoprì un braccio di mare permanentemente ghiacciato, poi rinominato canale di Giorgio VI, che si estende fino al Mare di Bellingshausen ed effettuò la ricognizione aerea di circa 1600 km di costa della Terra di Graham grazie alla quale scoprì o mappò più dettagliatamente un gran numero di baie, ghiacciai e altre formazioni geografiche.
La spedizione fece scoperte non solo geografiche ma anche paleobotaniche, durante alcune esplorazioni furono infatti ritrovati fossili di piante vissute sul continente antartico milioni di anni fa.
Proprio l'utilizzo di un aeromobile per la ricognizione fa sì che questa spedizione possa essere considerata a metà strada tra le spedizioni tradizionali, quelle della cosiddetta epoca eroica dell'esplorazione antartica, e quelle moderne. Oltre all'aereo e ad altri veicoli a motore per l'esplorazione al suolo, infatti, i membri della spedizione utilizzarono anche classiche slitte trainate da cani.
Tutti i sedici membri della spedizione ricevettero la medaglia polare, tra questi, alcuni dei partecipanti alla BGLE furono:
- Duncan Carse, che si unì alla spedizione quando la Penola arrivò alle Isole Falkland;
- Launcelot Fleming, che sarebbe in seguito divenuto il vescovo prima della diocesi di Portsmouth e poi di quella di Norwich;
- Dr. Brian Birley Roberts, che più tardi contribuì alla stesura del Trattato Antartico;[6]
- Edward W. Bingham, a capo delle squadre su slitta della spedizione;[7]
- Quintin Riley.